# Lythrurus fasciolaris
Lythrurus fasciolaris är en fiskart som först beskrevs av Gilbert, 1891.  Lythrurus fasciolaris ingår i släktet Lythrurus och familjen karpfiskar. Inga underarter finns listade i Catalogue of Life.